# Santa Anna de Bausen
La capella de Santa Anna és una petita edificació eclesiàstica del segle xx, situada al poble Bausen, dins el municipi del mateix nom, al terçó de Quate Lòcs de la Vall d'Aran. És un monument inclòs en l'Inventari del Patrimoni Arquitectònic de Catalunya.

## Descripció

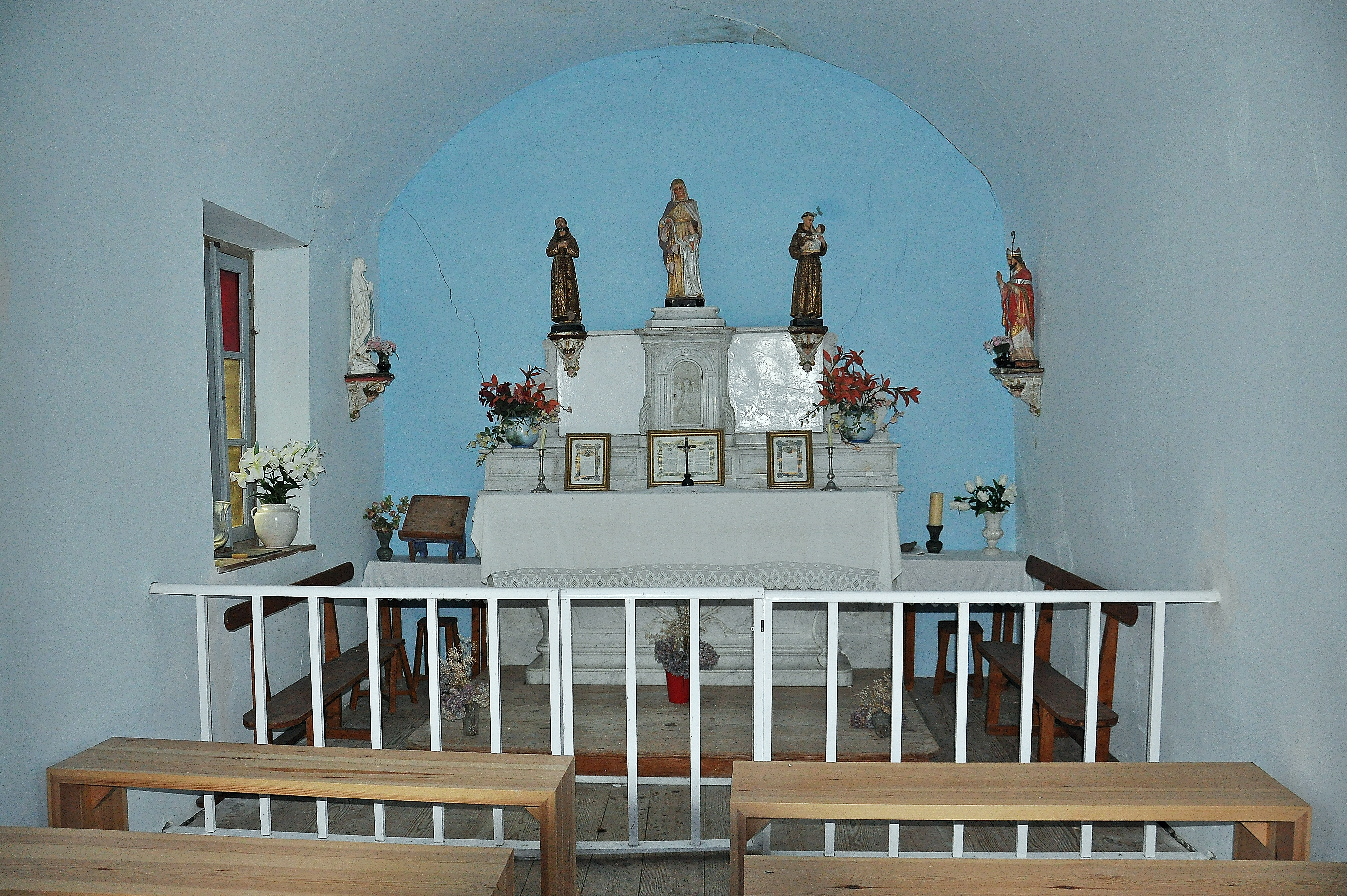
Vista de l'interior de la capella

La capella és un petit edifici religiós destinat al culte que es troba al costat del camí vell, a la falda de la localitat.
Es tracta d'un habitacle modern amb una nau de planta quadrada i de volta de canó; els murs són fets amb maçoneria de pedra i la coberta, amb dos vessants, és de llosa de pissarra.